# Johann Jakob Bernoulli

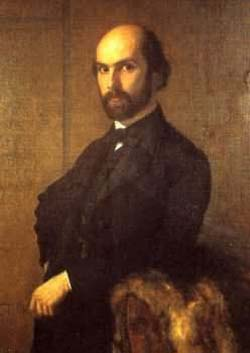
Johann Jakob Bernoulli op een olieverfschilderij van Ernst Stückelberg uit 1964, in het bezit van de familie Bernoulli.

Johann Jakob Bernoulli (Bazel, 18 januari 1831 - aldaar, 22 juli 1913) was een Zwitserse archeoloog uit de geleerdenfamilie Bernoulli. Bernoulli was in het bijzonder van belang op het gebied van de Griekse en Romeinse iconografie. Zijn meerdelige werken worden in de moderne archeologie nog steeds gerekend tot grondwerken op het gebied van iconografie.
Bernoulli studeerde aan de Universiteit van Bazel Germanistiek. Later trok hij naar de Universiteit van Berlijn om er oude geschiedenis te studeren. Deze studie sloot hij met succes in 1854 af. Daarop was Bernoulli werkzaam als leerkracht in verscheidene gymnasia te Bazel.
In deze periode deed de Bazelse raadsheer Wilhelm Vischer een beroep op hem in de commissie van zijn sinds 1849 gestichte Skulpturhalle. Tijdens de daaropvolgende jaren was Bernoulli ook als privaatdocent aan de Universiteit van Bazel werkzaam. Daar kon hij zich in 1860 habiliteren, maar pas in 1874 volgde de benoeming tot a.o.Prof.. In 1895 nam Bernoulli het archeologische ordinariaat van de Universiteit aan. Deze was van de kunsthistorische leerstoel van prof. Johann Jacob Burckhardt losgekoppeld geworden en sedertdien een zelfstandige discipline geworden.

## Werken
- Aphrodite: ein Baustein zur griechischen Kunstmythologie, Leipzig, 1873. (Online versie)
- Die römische Ikonographie, 4 banden, 1882-1891. (Online versie)
- Griechische Ikonographie mit Ausschluß Alexanders und der Diadochen, 2 banden, München, 1901. (Online versie)
- Die erhaltenen Darstellungen Alexanders des Grossen; ein Nachtrag zur griechischen Ikonographie, München, 1905. (Online versie[dode link])